# Дискриминација интерсексуалних особа
Дискриминација интерсексуалних особа обухвата неправедан третман, стигматизацију и кршење људских права са којима се суочавају интерсексуалне особе. Интерсексуалне особе су рођене са полним карактеристикама, као што су хромозоми, гонаде или гениталије, које се, према Канцеларији Високог комесара УН за људска права, „не уклапају у типичне бинарне представе о мушким или женским телима”. „Пошто се њихова тела сматрају другачијим, интерсексуална деца и одрасли су често стигматизовани и изложени вишеструким кршењима људских права”.
Дискриминаторни третман укључује инфантицид, напуштање, сакаћење и занемаривање, као и шире проблеме у вези са правом на живот. Интерсексуалне особе се суочавају са дискриминацијом у образовању, запошљавању, здравственој заштити и спорту, што утиче на ментално и физичко здравље, као и на стопу сиромаштва, укључујући и последице штетних медицинских пракси.
Уједињене нације, Афричка комисија за људска права и права народа, Савет Европе, Интерамеричка комисија за људска права и друге институције за људска права позвале су државе да забране дискриминацију и боре се против стигме. Мали број земаља до сада штити интерсексуалне особе од дискриминације.

## Заштита од дискриминације
Прва међународна пилот студија из 2013. године, Људска права између полова, аутора Дена Кристијана Гатаса, утврдила је да су интерсексуалне особе дискриминисане широм света: „Интерсексуални појединци се сматрају особама са 'поремећајем' у свим областима где преовладава западна медицина. Они се, мање или више очигледно, третирају као болесни или 'ненормални', у зависности од друштва.”
Уједињене нације наводе да интерсексуалне особе трпе стигму због физичких карактеристика, „укључујући кршење њихових права на здравље и физички интегритет, на слободу од мучења и злостављања, као и на једнакост и недискриминацију.” УН су позвале владе да окончају дискриминацију интерсексуалних особа:
Забранити дискриминацију на основу полних карактеристика, интерсексуалних особина или статуса, укључујући у образовању, здравственој заштити, запошљавању, спорту и приступу јавним услугама, и консултовати се са интерсексуалним особама и организацијама приликом израде закона и политика које утичу на њихова права.
Мали број јурисдикција до сада пружа изричиту заштиту од дискриминације интерсексуалних особа:
- Јужноафричка Република је била прва земља која је изричито додала интерсексуалност у законодавство, као део атрибута 'пол'.[10]
- Аустралија је била прва земља која је додала независан атрибут, 'интерсексуални статус'.[11]
- Малта је прва усвојила шири оквир „полних карактеристика”, кроз законодавство које је такође окончало модификације полних карактеристика малолетника које су се вршиле из друштвених и културних разлога.[12]
- Од тада, неколико земаља у југоисточној Европи је забранило дискриминацију на основу полних карактеристика или интерсексуалног статуса: Албанија (од 2020),[13] Босна и Херцеговина (од 2016),[14][15] Грчка (од 2015),[16] и Србија[17] (од 2021) забрањују дискриминацију на основу „полних карактеристика”, док Црна Гора забрањује дискриминацију на основу „интерсексуалних карактеристика” од 2017.[18]
- Исланд забрањује дискриминацију при запошљавању на основу полних карактеристика од 2018. Холандија (од 2019),[19][20] Белгија (од 2020)[20] и Данска (од 2022)[21] такође забрањују дискриминацију на основу полних карактеристика.
- Пакистан забрањује дискриминацију интерсексуалних особа (خواجہ سرا, khawaja sira) од 2018.[22] Индија такође забрањује дискриминацију „особа са интерсексуалним варијацијама” од 2020.
- Од 2022, Чиле је прва латиноамеричка земља која пружа правну заштиту од дискриминације на основу полних карактеристика.[23]

### Резолуција Савета Уједињених нација за људска права
Године 2024, Савет Уједињених нација за људска права изгласао је усвајање своје прве резолуције (коју су предложиле владе Аустралије, Финске, Чилеа и Јужноафричке Републике) за заштиту права интерсексуалних особа. Резолуција под насловом „Борба против дискриминације, насиља и штетних пракси према интерсексуалним особама”, позива државе чланице да:<blockquote_container_style="border: 1px solid #C5D9E8; background: #F5FAFF; padding: 1em;">Појачају напоре у борби против дискриминације, насиља и штетних пракси према особама са урођеним варијацијама у полним карактеристикама и да се позабаве њиховим основним узроцима, као што су стереотипи, ширење заблуда и нетачних информација, стигма и табуи, и да раде на остваривању уживања највишег могућег стандарда физичког и менталног здравља за особе са урођеним варијацијама у полним карактеристикама.</blockquote_container_style>Поред тога, резолуција такође тражи да Високи комесар УН за људска права објави извештај „који детаљно испитује дискриминаторне законе и политике, акте насиља и штетне праксе према особама са урођеним варијацијама у полним карактеристикама, у свим регионима света.” Резолуција, усвојена са двадесет четири гласа за и двадесет три уздржана, похваљена је од стране различитих организација за људска права и заступање интерсексуалних особа, укључујући ILGA, Human Rights Watch, OII Europe и interACT.

## Право на живот
Интерсексуалне особе се суочавају са генетском деселекцијом путем прекида трудноће и преимплантационе генетичке дијагностике, као и са напуштањем, занемаривањем, инфантицидом и убиствима због својих полних карактеристика. Године 2015, Савет Европе је објавио тематски документ о Људским правима и интерсексуалним особама, напомињући:
Право на живот интерсексуалних особа може бити угрожено дискриминаторном „селекцијом полова” и „преимплантационом генетичком дијагностиком, другим облицима тестирања и селекцијом за одређене карактеристике”. Таква деселекција или селективни абортуси су неспојиви са етичким и стандардима људских права због дискриминације која се врши над интерсексуалним особама на основу њихових полних карактеристика.
Године 2015, кинеске вести су известиле о случају напуштања новорођенчета, за које се сматрало да је разлог био његове полне карактеристике. Хонгконшка активисткиња Смол Лук извештава да то није реткост, делом због историјског наметања политике једног детета по породици. Случајеви инфантицида, покушаја инфантицида и занемаривања пријављени су у Кини, Уганди и Пакистану.
Извештаји из Кеније сугеришу да се рођење интерсексуалног детета може сматрати проклетством. Године 2015, објављено је да је кенијски адолесцент Мухад Ишмаел (Muhadh Ishmael) био осакаћен и касније преминуо. Ишмаел је претходно био описан као проклетство за своју породицу.

## Медицински третман
У местима са доступним здравственим системима, интерсексуалне особе се суочавају са штетним праксама, укључујући недобровољни или присилни третман, док се у местима без таквих система могу јавити инфантицид, напуштање и сакаћење.

### Физички интегритет и телесна аутономија
Интерсексуалне особе се суочавају са недобровољним или присилним медицинским третманом од најранијег детињства. Тамо где се ови поступци врше без личног информисаног пристанка, они представљају „кршење њихових права на здравље и физички интегритет, на слободу од мучења и злостављања, као и на једнакост и недискриминацију.”
Аустралијска студија из 2016. године, спроведена на 272 особе рођене са атипичним полним карактеристикама, открила је да је 60% примило медицински третман на основу својих полних карактеристика, при чему је половина добила такве третмане пре 18. године, „најчешће гениталне операције (од којих су многе извршене у детињству) и хормонске терапије”, а „већина је доживела бар један негативан утицај”. Иако су неки родитељи и лекари покушали да оснаже учеснике, студија је открила „снажне доказе који сугеришу образац институционализованог срамоћења и присилног третмана” и лоше (или никакво) пружање информација. 16% учесника студије није добило информације о могућности да немају никакав третман, а некима су дате дезинформације о природи њиховог третмана, док су информације о вршњачкој подршци такође недостајале. OII Europe извештава:
Немачка студија коју је спровео медицински тим између 2005. и 2007. године обухватила је искуства 439 интерсексуалних особа свих узраста из Немачке, Аустрије и Швајцарске. 81% је било подвргнуто једној или више операција због дијагнозе поремећаја развоја пола. Скоро 50% одраслих учесника пријавило је психолошке проблеме и разне проблеме везане за њихово физичко благостање и сексуални живот. Две трећине су повезале те проблеме са медицинским и хируршким третманом којем су били подвргнути. Деца која су учествовала пријавила су значајне поремећаје, посебно у породичном животу и у вези са својим физичким благостањем.
Образложења за медицинске интервенције често се фокусирају на узнемиреност родитеља или проблематизују будући родни идентитет и сексуалност, а доносе се субјективне процене о прихватљивости ризика од будуће родне дисфорије. Институције за људска права доводе у питање такве приступе као „засноване на превазиђеним друштвеним конструктима о роду и биологији”.
Одлучивање о ризику од рака и другим физичким ризицима може бити испреплетено са „нормализујућим” образложењима. У великом парламентарном извештају у Аустралији, објављеном у октобру 2013, одбор за питања заједнице Сената био је „узнемирен” могућим импликацијама тренутних пракси у лечењу ризика од рака. Одбор је изјавио: „путеви клиничких интервенција засновани на вероватноћи ризика од рака могу обухватати одлуке о лечењу засноване на другим факторима, као што је жеља за спровођењем нормализујуће операције... Лечење рака може се сматрати недвосмислено терапеутским третманом, док нормализујућа операција можда не. Стога, доношење одлуке на основу ризика од рака може избећи потребу за судским надзором на начин на који одлука заснована на другим факторима можда не би. Одбор је узнемирен могућим импликацијама овога...” Упркос томе што се изјаве клиничара називају „консензус” изјавама, и даље не постоји клинички консензус о спровођењу хируршких интервенција, нити о њиховој доказној основи, времену операције, неопходности, врсти хируршке интервенције и степену разлике који оправдава интервенцију. Операција може негативно утицати на физички осећај и способност за интимност; међутим, истраживања су показала да су родитељи спремни да пристану на операције које мењају изглед чак и по цену каснијег сексуалног осећаја у одраслом добу. Друга истраживања показују да родитељи могу донети различите одлуке уз немедикализоване информације. Стручњаци за права детета сугеришу да родитељи немају право да пристану на такве третмане.
Клиничко доношење одлука често се приказује као избор између раних или каснијих хируршких интервенција, док заговорници људских права и неки клиничари виде ове проблеме као питања пристанка и аутономије.

### Медицинска фотографија и приказивање
Фотографије гениталија интерсексуалне деце круже у медицинским круговима у документарне сврхе, а појединци са интерсексуалним особинама могу бити подвргнути поновљеним гениталним прегледима и приказивању медицинским тимовима. Шерон Превс је ово описала као облик понижења и стигматизације, што доводи до „немогућности одбијања негативних асоцијација о себи” где се „гениталије морају открити како би се омогућила стигматизација”. Према Крејтону и сарадницима, „искуство фотографисања је за многе особе са интерсексуалним стањима представљало пример немоћи и понижења које су осећали током медицинских истраживања и интервенција”.

### Приступ медицинским услугама
Одрасле особе са интерсексуалним варијацијама пријављују лоше ментално здравље због искустава медикализације, а многи појединци због тога избегавају здравствену негу. Многи учесници аустралијске студије изјавили су да морају да едукују своје лекаре. Слични извештаји постоје и другде: извештаји о ситуацији у Мексику сугеришу да одрасли можда не добијају адекватну негу, укључујући недостатак разумевања за интерсексуална тела и прегледе који наносе физичку штету.
У земљама без приступачних здравствених система могу се јавити инфантицид, напуштање и сакаћење. Приступ неопходним медицинским услугама, на пример због рака или уринарних проблема, такође је ограничен.

## Подстицање злочина из мржње оптужбама за сексуалне злочине
Један од све чешћих узрока злочина из мржње против интерсексуалних особа је неуролошка тврдња да мушки и женски мозак имају фундаментално различите сексуалности. Посебно се истиче тврдња да су мушкарци сексуално импулсивни и агресивни и да су склони да делују у складу са својим сексуалним фантазијама, док се за већину жена каже да имају шири спектар сексуалних фантазија него већина мушкараца, укључујући фантазије на које би било неприхватљиво деловати. Тврдња да би комбинација једне особине коју има већина мушкараца и једне особине коју има већина жена произвела сексуалног преступника, своди се на оптужбе да су интерсексуалне особе сексуални преступници. Да би се смањила овако тешка дискриминација према интерсексуалним особама, неки истраживачи заговарају веће информисање јавности о изворима грешака у сексолошким студијама за које се тврди да показују такве полне разлике. Ово укључује могућност да друштвени двоструки стандарди могу уплашити више мушкараца него жена да не говоре или на други начин не откривају своје сексуалне фантазије (што је поткрепљено постојањем карактеристика које се разликују између мушких добровољаца и мушких недобровољаца, али не и између женских добровољаца и женских недобровољаца, у истраживањима еротике), стварајући лажну слику да мушкарци имају ужи спектар сексуалних фантазија од жена. Такође, постоји могућност да мушкарци који желе да буду кастрирани из својих духовних уверења морају да почине сексуалне злочине и тврде да је то било због неконтролисаних нагона како би били кастрирани, јер таква операција није лако доступна (што је поткрепљено превеликом заступљеношћу верских група у скандалима сексуалног злостављања деце који се не могу објаснити биопсихијатријским корелацијама), стварајући лажну слику да су мушкарци мање способни да контролишу своје сексуалне импулсе од жена. Одређени заговорници права интерсексуалних особа тврде да би ово могло разбити мит да су интерсексуалне особе „хибридни дегенерици” који су предодређени да буду сексуални преступници, стварајући више разумевања за интерсексуалне особе.

## Самоубиство и самоповређивање
Утицај дискриминације и стигме такође се огледа у високим стопама самоубилачких тенденција и самоповређивања. Више анегдотских извештаја, укључујући и оне из Хонг Конга и Кеније, указује на висок ниво суицидалности међу интерсексуалним особама. Аустралијска социолошка студија на 272 особе рођене са атипичним полним карактеристикама показала је да је 60% размишљало о самоубиству, а 42% о самоповређивању, „на основу проблема везаних за интерсексуалну варијацију... 19% је покушало самоубиство”; идентификовани узроци укључују стигму, дискриминацију, одбацивање од стране породице и вршњачко насиље у школи. Слично томе, подаци из Мексика показали су већу стопу суицидалних мисли и намера међу интерсексуалним појединцима. Немачка клиничка студија из 2013. године открила је високе стопе патње, са „стопама преваленције самоповређивања и самоубилачких тенденција... упоредивим са трауматизованим женама са историјом физичког или сексуалног злостављања.” Слични резултати пријављени су у Аустралији и Данској.

## Образовање
Аустралијско социолошко истраживање на 272 особе рођене са атипичним полним карактеристикама, објављено 2016. године, показало је да 18% испитаника (у поређењу са аустралијским просеком од 2%) није завршило средњу школу, при чему се рано напуштање школе поклапа са медицинским интервенцијама у пубертету, вршњачким насиљем на основу физичких карактеристика и другим факторима. Извештај из Кеније сугерише високе стопе раног напуштања школе, при чему организација Gama Africa извештава да је 60% од 132 познате интерсексуалне особе напустило школу „због малтретирања и третмана који су добили од својих вршњака и наставника”.
Аустралијска студија је открила да школама недостају инклузивне услуге као што су релевантни наставни планови за пубертет и сексуално образовање и саветовање, на пример, не представљајући пун спектар људске телесне разноликости. Само четвртина испитаника се осећала позитивно у вези са својим школским искуствима, школовање се поклапало са откривањем интерсексуалног стања, што је повезано са ризицима по добробит, а рано напуштање школе достигло је врхунац „током година које су највише повезане са пубертетом и хормонским терапијама”. Когнитивне разлике такође могу бити повезане са неким особинама као што су варијације полних хромозома. Ипак, поред веома високих стопа раног напуштања школе, аустралијска студија је такође открила да је већи проценат учесника студије завршио основне или постдипломске студије у поређењу са општом аустралијском популацијом.

## Сиромаштво и дискриминација при запошљавању
Утицај дискриминације и стигме може се видети у високим стопама сиромаштва. Аустралијско истраживање из 2015. године о особама рођеним са атипичним полним карактеристикама открило је висок ниво сиромаштва, поред веома високих стопа раног напуштања школе и виших стопа инвалидитета од просека. 6% од 272 учесника истраживања пријавило је да су бескућници или да спавају код пријатеља.
OII Europe наводи да „стигма, структурна и вербална дискриминација, узнемиравање”, као и штетне праксе и недостатак правног признања, могу довести до „неадекватног образовања, прекинутих каријера и сиромаштва (укључујући бескућништво) због патологизације и повезаних траума, поремећеног породичног живота због табуа и медикализације, недостатка самопоштовања и високог ризика од самоубиства.”
Водич за послодавце о инклузији интерсексуалних особа (Employers guide to intersex inclusion) који су објавили Pride in Diversity и Organisation Intersex International Australia открива случајеве дискриминације при запошљавању. Истраживачи су такође документовали честа искуства одбацивања на радном месту међу интерсексуалним појединцима у Мексику, укључујући социјалну искљученост, увредљиве коментаре, узнемиравање, неједнак третман и насиље.

## Правни статус
Као и сви појединци, неке интерсексуалне особе могу бити одгајане у одређеном полу (мушком или женском), али се касније у животу идентификовати са другим, док већина то не чини. Као и неинтерсексуалне особе, неке интерсексуалне особе се можда не идентификују ни као искључиво женске ни као искључиво мушке. Клинички преглед из 2012. године сугерише да између 8,5 и 20% особа са интерсексуалним стањима може доживети родну дисфорију, док социолошко истраживање у Аустралији, земљи са трећом 'X' полном класификацијом, показује да је 19% људи рођених са атипичним полним карактеристикама изабрало опцију „X” или „друго”, док су 52% жене, 23% мушкарци, а 6% неодређено.
У зависности од јурисдикције, приступ било каквом изводу из матичне књиге рођених може бити проблем, укључујући и извод са ознаком пола. Азијско-пацифички форум националних институција за људска права наводи:
Признање пред законом значи имати правни субјективитет и правну заштиту која из тога произилази. За интерсексуалне особе, ово се не односи првенствено нити искључиво на измену извода из матичне књиге рођених или других званичних докумената. Пре свега, ради се о томе да интерсексуалне особе којима је издат мушки или женски извод из матичне књиге рођених могу уживати иста законска права као и други мушкарци и жене.
Приступ изводу из матичне књиге рођених са тачном ознаком пола може бити проблем за људе који се не идентификују са полом који им је додељен на рођењу, или може бити доступан само уз хируршке захтеве.
Пасоши и идентификациони документи Аустралије и неких других земаља усвојили су „X” као валидну трећу категорију поред „M” (мушки) и „F” (женски), најмање од 2003. године. Године 2013, Немачка је постала прва европска нација која је дозволила да се бебе са карактеристикама оба пола региструју као неодређени пол у изводима из матичне књиге рођених, усред противљења и скептицизма интерсексуалних организација које истичу да закон изгледа да налаже искључење из мушке или женске категорије. Савет Европе је признао овај приступ и забринутост у вези са признавањем треће и празне класификације у тематском документу из 2015, наводећи да то може довести до „присилног аутовања” и „повећања притиска на родитеље интерсексуалне деце да се одлуче за један пол.” У документу се тврди да је „неопходно даље размишљање о небинарној правној идентификацији”.

## Спорт
Жене које имају, или се перципира да имају интерсексуалне карактеристике, подложне су стигматизацији, понижавању и суђењу од стране медија. Тренутно суспендовани прописи ИААФ о хиперандрогенизму „налагали су да национални олимпијски комитети 'активно истражују свако перципирано одступање у полним карактеристикама'” код спортисткиња.
Године 2013, у медицинском часопису је откривено да су четири неименоване елитне спортисткиње из земаља у развоју биле подвргнуте гонадектомији (стерилизацији) и парцијалној клиторидектомији (сакаћење женских гениталија) након што је тестирање тестостерона открило да имају интерсексуално стање. Тестирање тестостерона уведено је након случаја Кастер Семеније, јужноафричке тркачице која је била подвргнута тестирању због свог изгледа и снаге. Нема доказа да урођени хиперандрогенизам код елитних спортисткиња даје предност у спорту. Иако Аустралија штити интерсексуалне особе од дискриминације, закон садржи изузетак у спорту.

## ЛГБТ
Интерсексуалне особе се могу суочити са дискриминацијом унутар ЛГБТ окружења, а више организација је истакло апеле за признање ЛГБТ права који не решавају питање непотребних „нормализујућих” третмана над интерсексуалном децом, користећи термин пинквошинг. Еми Којама је описала како укључивање интерсексуалности у ЛГБТИ може да не реши специфична питања људских права интерсексуалних особа, укључујући стварање лажних утисака „да су права интерсексуалних особа заштићена” законима који штите ЛГБТ особе, и не признавање да многе интерсексуалне особе нису ЛГБТ. Џулијус Кагва из SIPD Уганда је написао да, иако геј заједница „нам нуди место релативне сигурности, она је такође несвесна наших специфичних потреба”. Мауро Кабрал је написао да трансродне особе и организације „треба да престану да приступају питањима интерсексуалности као да су то транс питања”, укључујући коришћење интерсексуалности као средства за објашњење трансродности; „можемо много сарађивати са интерсексуалним покретом тако што ћемо јасно ставити до знања колико је тај приступ погрешан”.
Organisation Intersex International Australia наводи да су неке интерсексуалне особе истополно оријентисане, а неке хетеросексуалне, али „ЛГБТИ активизам се борио за права људи који излазе из оквира очекиваних бинарних полних и родних норми” али је у јуну 2016. иста организација указала на контрадикторне изјаве аустралијских влада, сугеришући да се достојанство и права ЛГБТИ (ЛГБТ и интерсексуалних) особа признају, док се истовремено настављају штетне праксе над интерсексуалном децом.
У августу 2016, Zwischengeschlecht је описао акције за промовисање једнакости или закона о грађанском статусу без акције на забрани „сакаћења гениталија интерсексуалних особа” као облик пинквошинга. Организација је раније истицала избегавајуће изјаве влада пред уговорним телима УН које спајају питања интерсексуалности, трансродности и ЛГБТ, уместо да се баве штетним праксама над новорођенчадима.